# NGC 188
NGC 188 (Caldwell 1) est un amas ouvert situé dans la constellation de Céphée. Il a été découvert par l'astronome britannique John Herschel en 1831.

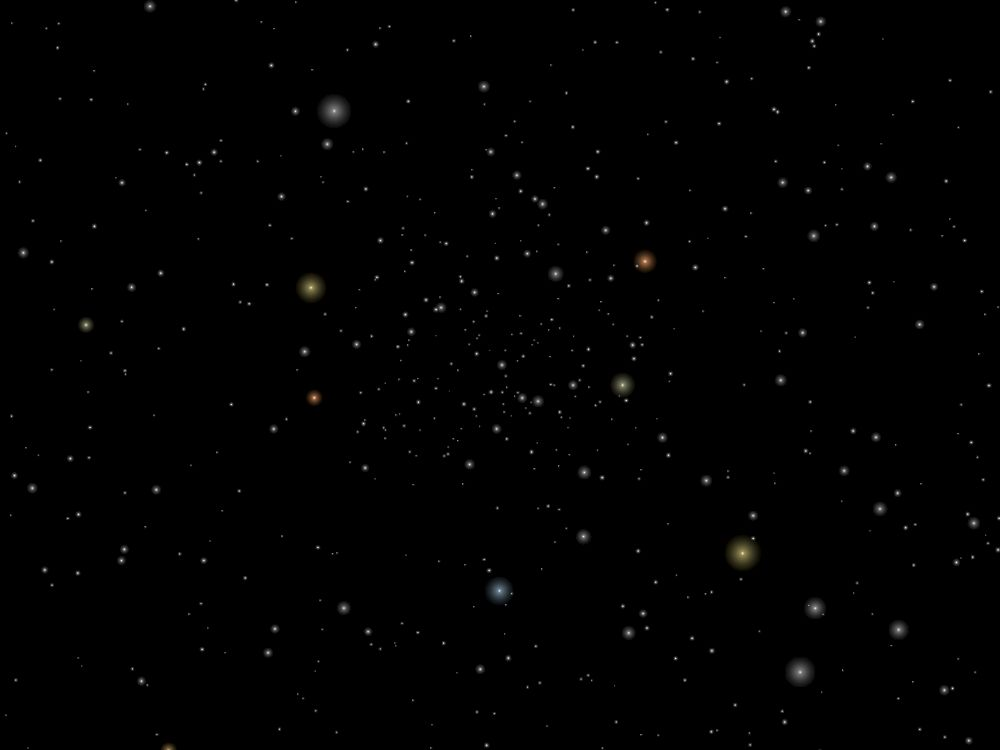
NGC 188 par un astronome amateur.

NGC 188 est à environ 2 047 pc (∼6 680 al) du système solaire et, selon la base de données WEBDA, les dernières estimations lui donnent un âge de 4,3 milliards d'années, ce qui en fait le plus vieil amas ouvert connu. La taille apparente de l'amas est de 25 minutes d'arc, ce qui, compte tenu de la distance, donne une taille réelle maximale d'environ 29 années-lumière. 
Selon la classification des amas ouverts de Robert Trumpler, NGC 188 renferme plus de 100 étoiles (lettre r) dont la concentration est moyenne (II) et dont les magnitudes se répartissent sur un intervalle moyen (le chiffre 2).

## Historique
John Herschel découvrit NGC 188 le 3 novembre 1831. Détectable avec des jumelles sous un ciel bien noir et transparent, il s'agit de l'un des amas ouverts les plus anciens connus dans la Voie lactée. Les astronomes estiment en effet que ses 120 étoiles ont au moins 9 milliards d'années. Résoudre NGC 188 exige un télescope de 200 mm dans la mesure où ses étoiles, toutes d'un éclat jaune, n'excèdent pas la magnitude 12.